# 大阪市電天神橋西筋線
大阪市電天神橋西筋線（おおさかしでんてんじんばしにしすじせん）は、北浜二丁目 - 天神橋筋六丁目間を結んでいた大阪市電第三期線の路線。

## 路線概要
- 起点：北浜二丁目
- 終点：天神橋筋六丁目
- 軌間：1435mm
- 架線電圧：直流600V

## 沿革
- 1913年（大正2年）12月17日
  - 大阪市電の第三期線として、樋之上町 - 天神橋筋六丁目間が開業。扇橋 - 天神橋筋五丁目間では地平を走る国鉄城東線を跨線橋でオーバークロス。天神橋筋六丁目駅北方には折り返し用のループ線が敷設されていた。
- 1915年（大正4年）1月8日
  - 北浜二丁目 - 樋之上町間が延伸開業し、全線開業。
- 1927年（昭和2年）10月17日
  - 天神橋筋六丁目 - 長柄橋間を結ぶ長柄橋筋線が開業、ループ線廃止。
- 1933年（昭和8年）1月
  - 国鉄城東線が高架化するため市電との上下切替を実施。扇橋 - 天神橋筋五丁目間の跨線橋部分を地平線化。
- 1933年（昭和8年）2月15日
  - 扇橋 - 天神橋筋五丁目間に天神橋筋四丁目駅が開業。旧跨線橋部分の南側にあたる。
- 1944年（昭和19年）6月1日
  - 樋之上町駅、寺町駅、天神橋筋四丁目駅、天神橋筋五丁目駅を廃止。
- 1945年（昭和20年）3月13日 - 6月7日
  - 戦災のため全線休止。
- 1946年（昭和21年）5月1日
  - 運行再開。
- 1946年（昭和21年）11月1日
  - 寺町駅が復活。
- 1947年（昭和22年）4月1日
  - 天神橋筋五丁目駅が復活。
- 1951年（昭和26年）7月15日
  - 樋之上町駅が樋の上町駅と表記変更した上で復活。
- 1953年（昭和28年）11月20日
  - 天神橋筋四丁目駅が復活。
  - 天神橋筋五丁目駅を100m北方へ移設。
- 1966年（昭和41年）4月1日
  - 北浜二丁目 - 天神橋筋六丁目間を廃止。

## 1959年（昭和34年）7月当時の駅一覧
| 駅名             | キロ程 | 接続路線                                    |
| ---------------- | ------ | ------------------------------------------- |
| 北浜二丁目       | 0.0    | 大阪市電：堺筋線、北浜線                    |
| 樋の上町駅       | 0.4    |                                             |
| 鳴尾町駅         | 0.6    |                                             |
| 南森町駅         | 1.0    | 大阪市電：曽根崎天満橋筋線                  |
| 寺町駅           | 1.3    |                                             |
| 扇橋駅           | 1.6    | 大阪市電：梅田空心町線（1944年5月31日まで） |
| 天神橋筋四丁目駅 | 1.8    |                                             |
| 天神橋筋五丁目駅 | 2.2    |                                             |
| 天神橋筋六丁目駅 | 2.5    | 大阪市電：梅田善源寺町線、長柄橋筋線        |